# Batman & The Flash: Hero Run
Batman & The Flash: Hero Run es un videojuego de correr sin fin desarrollado por Ace Viral y publicado por GREE para iOS y Android. Fue lanzado el 24 de mayo de 2014.

## Sinopsis
Batman y Flash deben salvar Gotham y Gorilla City mientras pelean contra el Joker y el temible Gorilla Grodd.
Pelea de noche: Batman sale de las sombras y libera la ciudad de Gotham de su némesis, el Joker, y su ejército de payasos maleantes.
Corre de día: Flash enfrenta a su archienemigo Gorilla Grodd y su enjambre de temibles gorilas en las profundidades de la misteriosa Gorilla City.

## Jugabilidad
Batman and The Flash: Hero Run es un endless runner en el que los jugadores podrán controlar tanto a Batman como a Flash, en una aventura que les llevará por diferentes escenarios: Gotham en el caso de Batman, y Gorilla City en el de Flash.
La mecánica del juego es sencilla, el personaje corre en línea recta de forma automática, y el objetivo es ir esquivando todos los obstáculos que se encontren en el camino mientras se recolectan las monedas que hay esparcidas por el escenario.
Con las monedas que vayan ganando se pueden adquirir nuevas cartas de personajes, con las que obtendremos nuevos poderes y 'skins' para los dos protagonistas. Además, también se pueden desbloquear personajes como el Joker, Catwoman o Gorilla Grodd.